# Datart

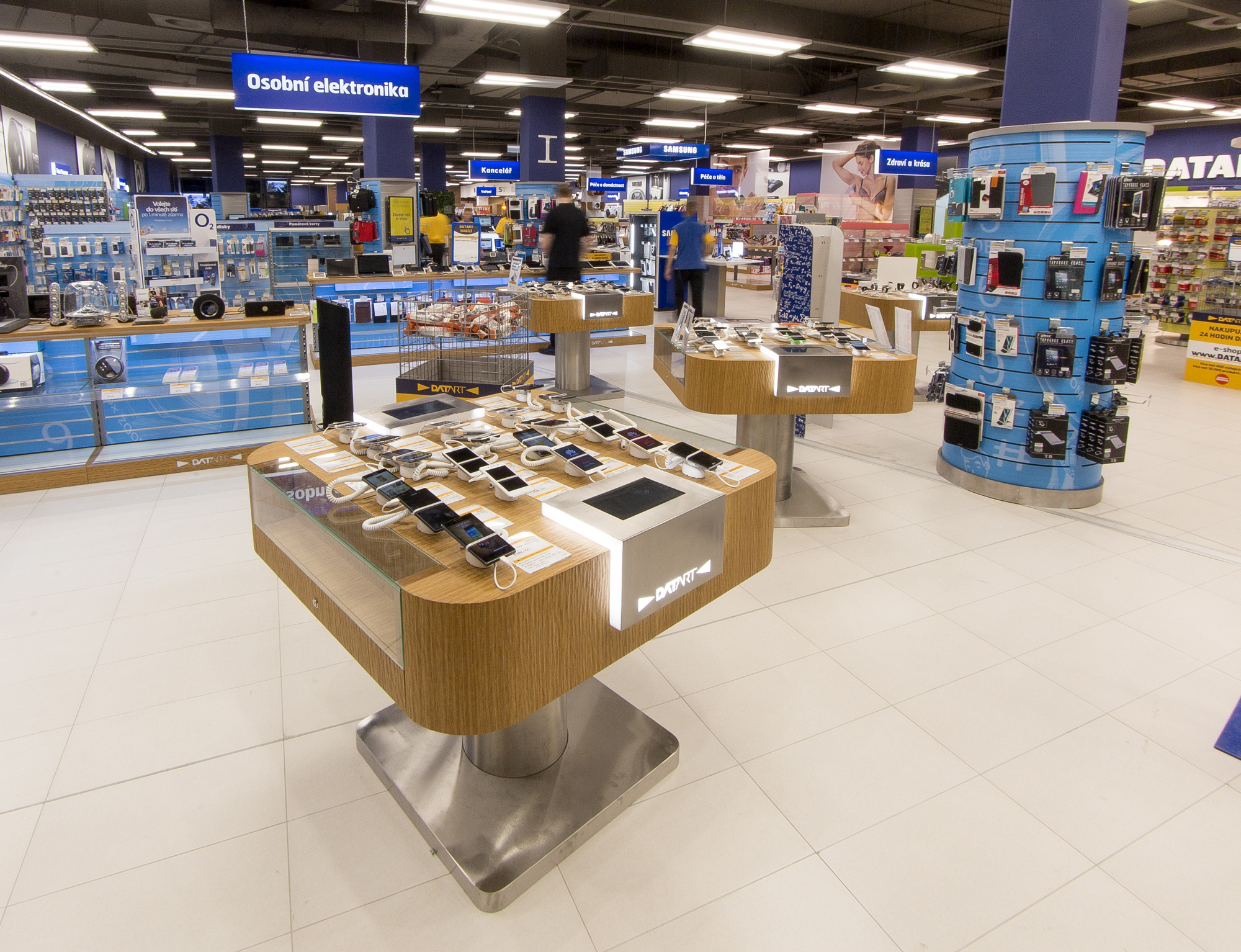
Prodejna Datart v Praze - Chodov

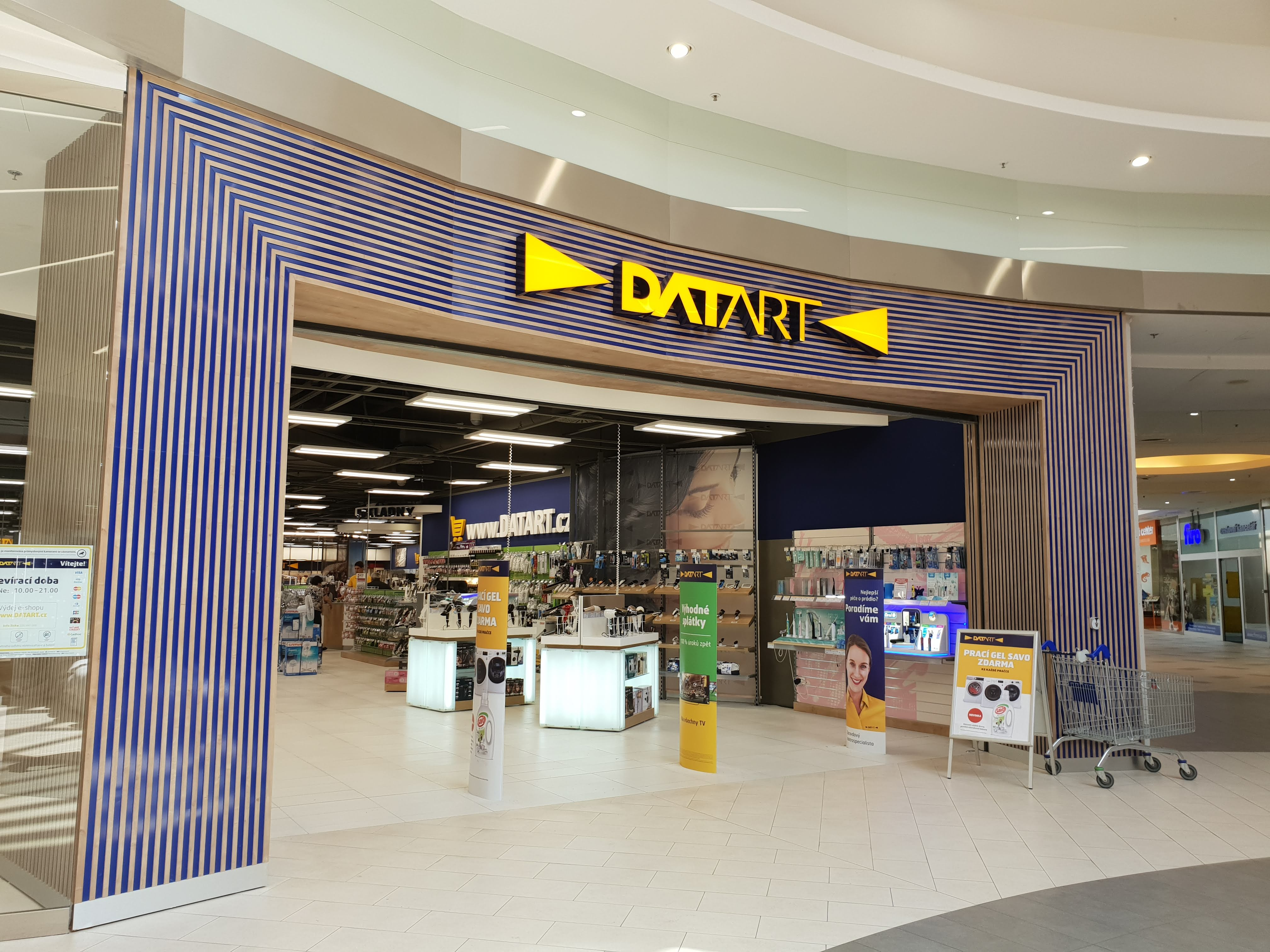
Vstupní brána do prodejny Datart

DATART je český a slovenský maloobchodní prodejce zaměřený na spotřební elektroniku. Na trhu působí od roku 1990. Prodejní řetězec tvoří více než 100 kamenných prodejen v Česku a 19 prodejen na Slovensku a český i slovenský e-shop.

## Historie
Společnost DATART byla založena v roce 1990 Pavlem Slámou, Pavlem Bádalem, Petrem Soukupem a Charlesem Butlerem. Zpočátku se soustředila na dovoz a velkoobchodní prodej spotřební elektroniky a nahrávatelných nosičů (CD, VHS, MD). Jednou z původních aktivit byl i provoz půjčovny CD a VHS nosičů v prostorách Paláce kultury (dnešní Kongresové centrum Praha.)

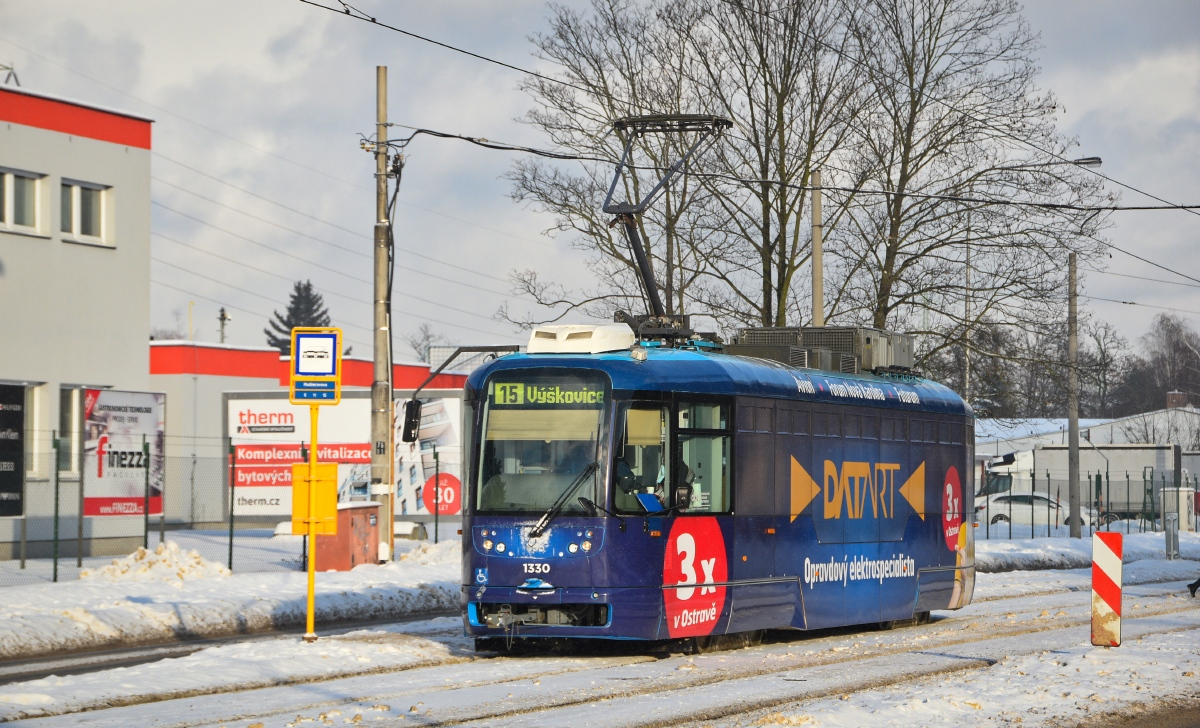
Tramvaj s reklamním nápisem firmy Datart

Dne 30. září 1992 byl zahájen maloobchodní prodej v prvním zkušebním obchodě, který byl dočasně umístěn v pražském paláci Perla. V roce 1993 byla v prostorách stanice metra Budějovická otevřena první stálá maloobchodní prodejna DATART (v současné době již tato prodejna není v provozu). Ve stejném roce vznikla i prodejna na Andělu, která již také neexistuje. V roce 1996 byla na Národní třídě otevřena třetí pražská prodejna. V roce 1998 DATART otevřel první 3 prodejny velkého formátu v obchodních centrech Praha-Zličín, Brno-Heršpice a Plzeň-Bory. Prodej byl zahájen také v menší prodejně v Ostravě v Nádražní ulici. První prodejna DATARTu na Slovensku byla uvedena do provozu v roce 1999 v Banské Bystrici a první slovenskou prodejnou velkého formátu se o rok později stala prodejna v bratislavském Polus City Center. Nový koncept prodeje elektroniky začal DATART zavádět ve svých velkoformátových prodejnách v roce 2001.
V roce 2000 se akcionářem DATARTu stala společnost Kingfisher plc a v roce 2003 se Datart stal součástí mezinárodní skupiny KESA Electricals plc. V témže roce také získal ocenění Prodejce elektro roku 2003 v soutěži GE Capital Multiservis. V roce 2004 získal v hlasování veřejnost, pořádaném také GE Capital Multiservis, titul Nejoblíbenější obchodník roku 2004.
V roce 2005 DATART jako první maloobchodní řetězec na českém trhu spustil provoz svého e-shopu Datart.cz, jeho slovenský protějšek Datart.sk funguje od roku 2007.
V roce 2012 zvítězila společnost v soutěži MasterCard Obchodník roku v kategorii Prodejce elektrotechniky.
V srpnu roku 2014 došlo k odkupu podílu od skupiny Darty a firma se po letech vrátila do českých rukou.
V roce 2016 došlo k otevření nové prodejny v Jihlavě, Trnavě a znovuotevření prodejny v Ostravě a o rok později dalších šesti nových prodejen v České republice a tři na Slovensku.
Na konci října 2017 DATART oznámil spojení s konkurenční společností HP Tronic, provozovatelem sítě elektra Euronics, e-shopu Kasa.cz a Hej.sk a majitelem značky ETA. Spojením společností vznikl nový subjekt, který souhrnně uvádí tržby 15 miliard Kč. Vznik subjektu byl potvrzen českým Úřadem pro ochranu hospodářské soutěže a Protimonopolným úradom SR.
V roce 2022 hodnotilo 4 000 spotřebitelů 900 značek. Titul Nejdůvěryhodnější značka 2022 získal DATART v jedné ze 46 kategorií (Prodejci elektra).
DATART je součástí skupiny HP TRONIC a je jedním z největších elektro prodejců v České republice a na Slovensku.
Po sloučení HP Tronic (Datart) a NAY (Electro World) se v Česku od podzimu 2024 mění prodejny Electro World na Datart. Na Slovensku se v téže souvislosti mění od 1. září 2024 prodejny Datart na NAY.